# Central termoeléctrica solar de torre

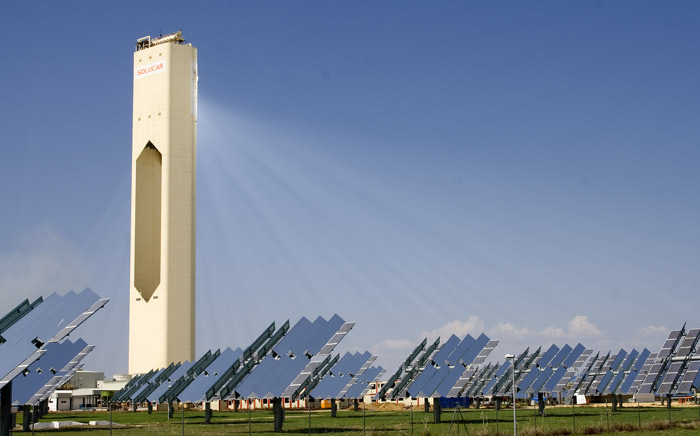
La planta solar termoeléctrica Solúcar PS10, con tecnología de torre, fue la primera en el mundo explotada comercialmente.

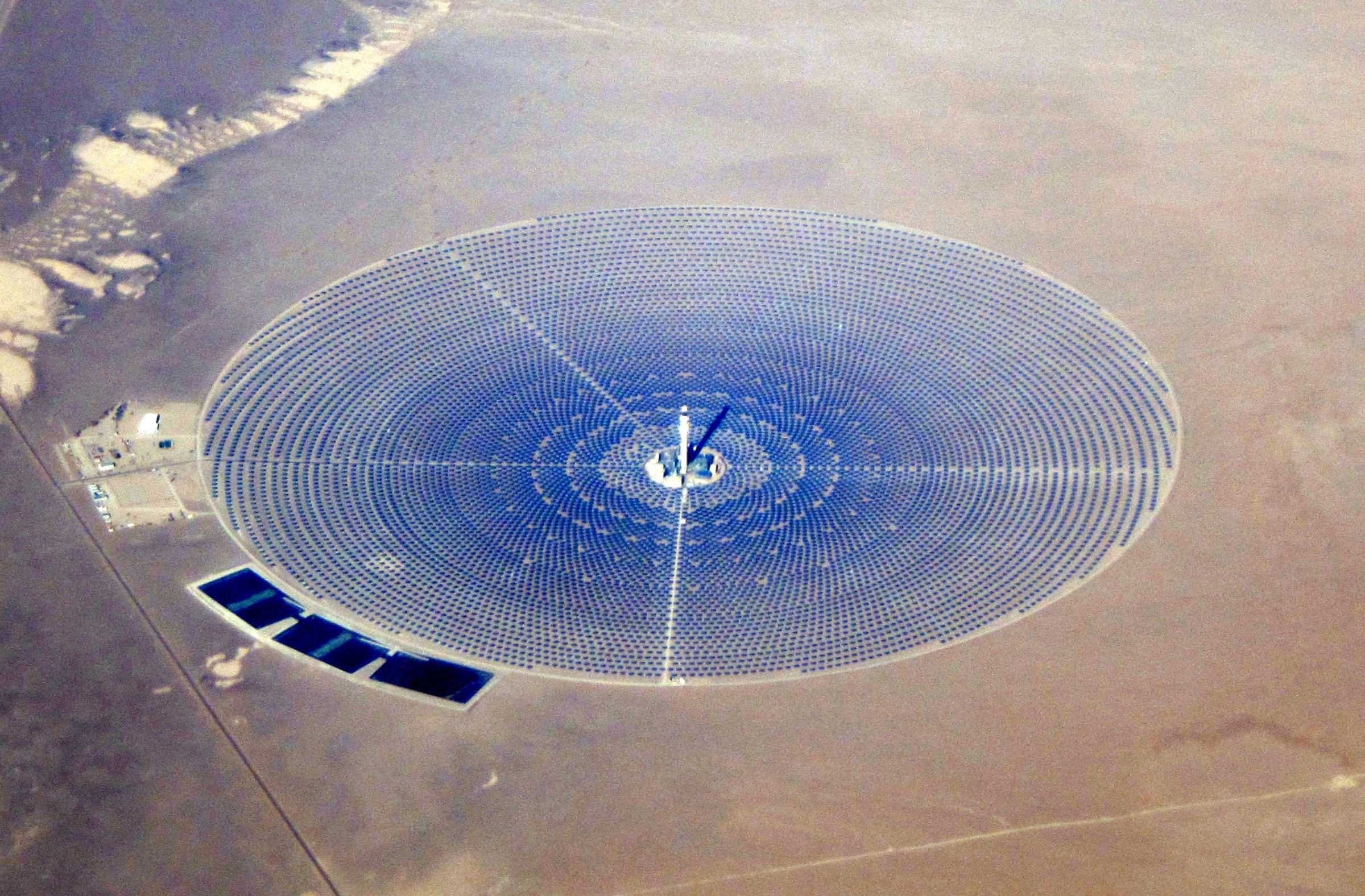
Central termoeléctrica solar de torre de Crescent Dunes, con receptor central, completada en diciembre de 2014.

Una central termoeléctrica solar de torre, también conocida como central solar de torre o central de heliostatos, es un tipo de central termoeléctrica solar que utiliza una torre para recibir luz solar concentrada. Usa un conjunto de espejos planos, móviles (llamados heliostatos) para enfocar los rayos del sol sobre una torre colectora (el blanco). La energía solar térmica concentrada es vista como una solución viable para generar de una fuente de energía renovable y libre de polución.
Los diseños iniciales usaban estos rayos enfocados para calentar agua y utilizaban el vapor resultante para impulsar una turbina. Se han demostrado diseños más nuevos que usan sodio líquido y ahora se encuentran en operación sistemas que usan como fluidos de trabajo sales fundidas (40 % de nitrato de potasio, 60 % de nitrato de sodio). Estos fluidos de trabajo tienen una alta capacidad calorífica, que pueden ser usadas para almacenar energía antes de usarla para hacer hervir el agua que producirá vapor utilizado para impulsar las turbinas. Estos diseños también permiten la generación de energía eléctrica incluso cuando el sol no está iluminando.

## Ejemplos de centrales solares de heliostatos

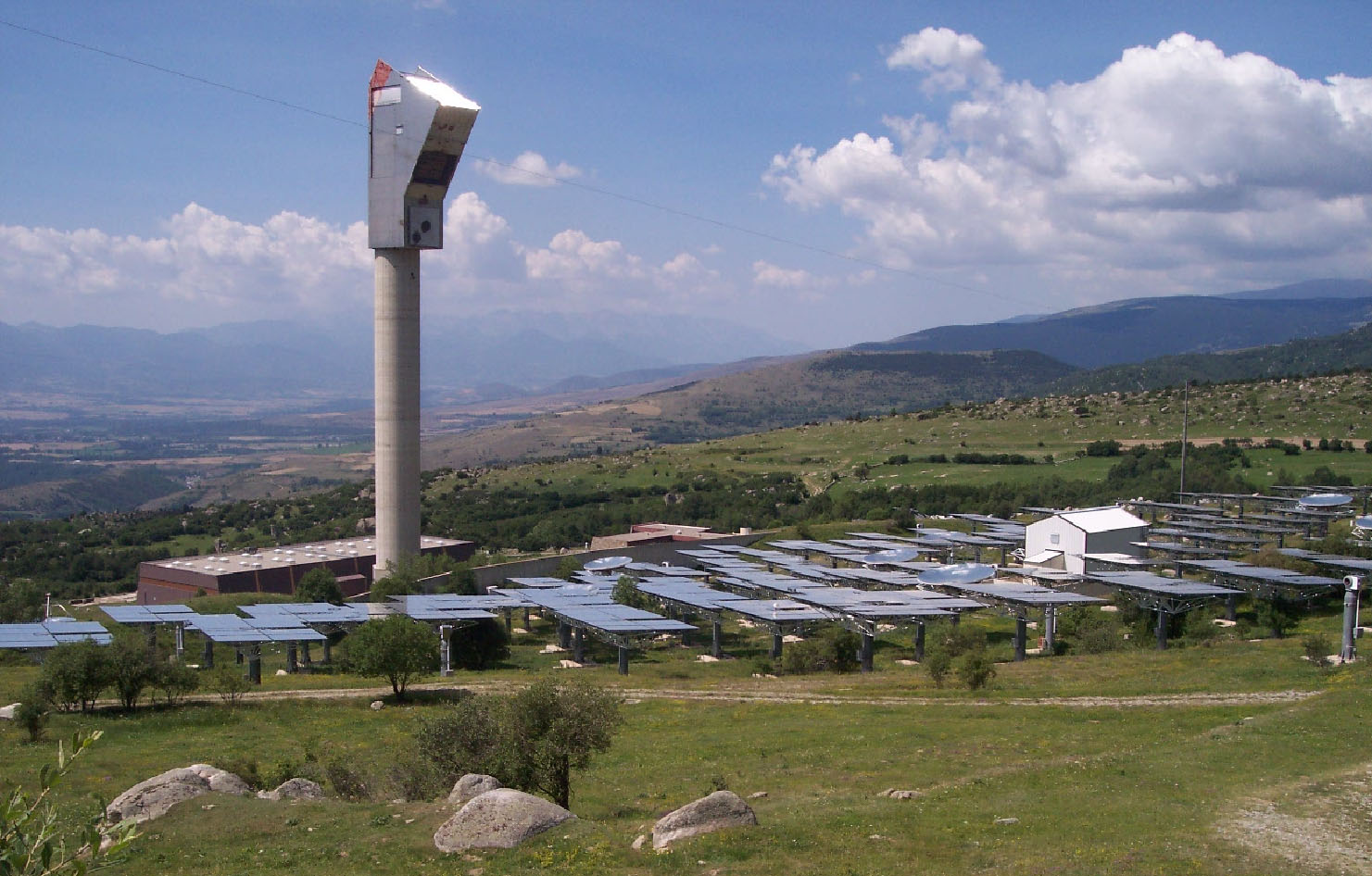
La torre de la central solar Thémis localizada en los Pirineos Orientales, Francia.

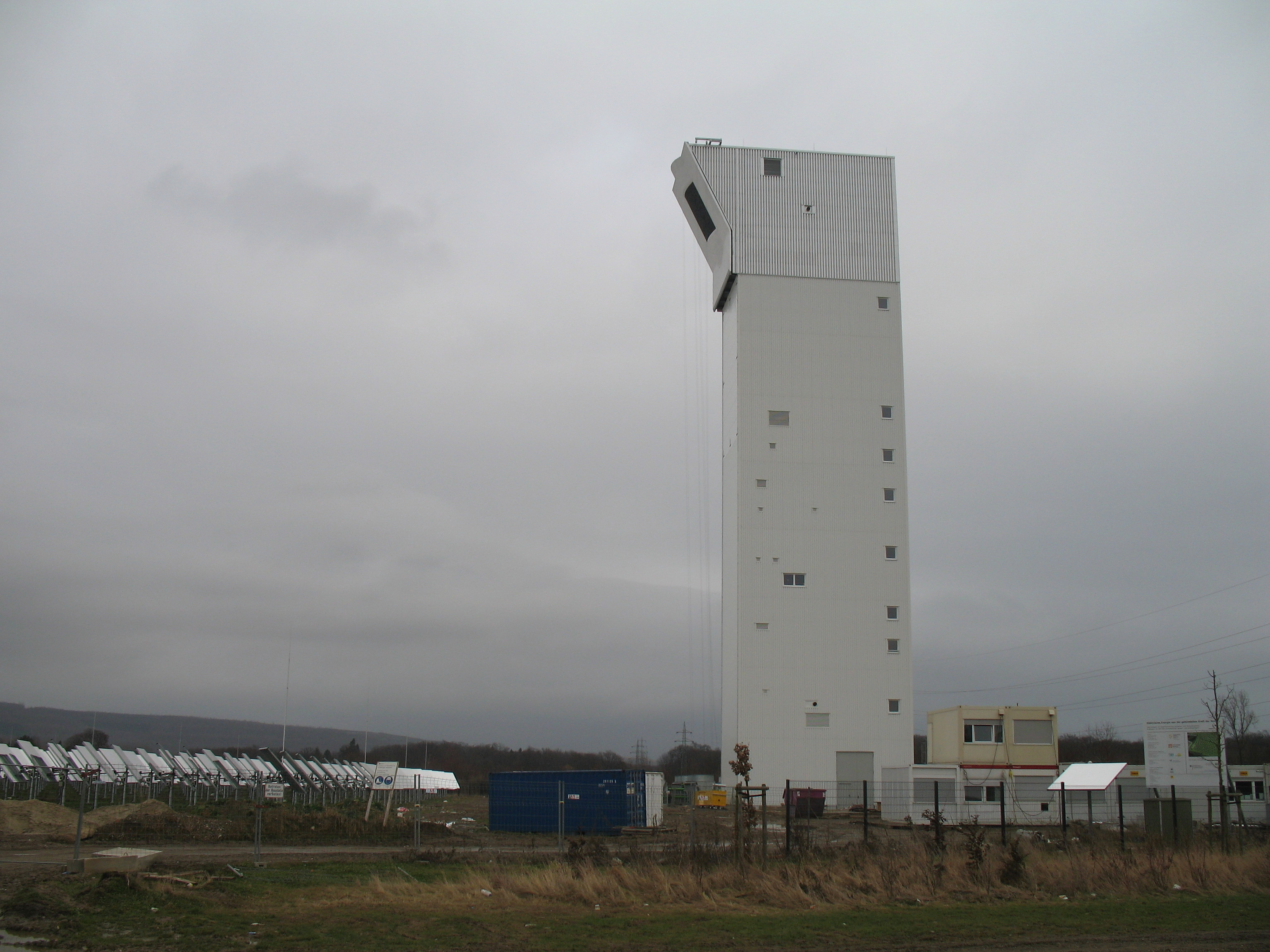
La central solar de torre ubicada en Jülich.

| Centrales solares                        | Capacidad instalada (MW) | Producción anual (GWh) | País           | Desarrollador/Propietario | Completada |
| ---------------------------------------- | ------------------------ | ---------------------- | -------------- | ------------------------- | ---------- |
| Planta de energía solar Ivanpah          | 392 (U/C)                | 420                    | Estados Unidos | BrightSource Energy       | 2013       |
| Proyecto de energía solar Crescent Dunes | 110 (U/C)                | 500                    | Estados Unidos | SolarReserve              | 2013       |
| Central solar de torre central PS20      | 20                       | 44                     | España         | Abengoa                   | 2009       |
| Gemasolar                                | 17                       | 100                    | España         | Sener                     | 2011       |
| Central solar de torre central PS10      | 11                       | 24                     | España         | Abengoa                   | 2006       |
| Planta termosolar Cerro Dominador        | 119,5                    | 100                    | Chile          | Acciona / Abengoa         | 2021       |
| Torre Sierra Sun                         | 5                        |                        | Estados Unidos | eSolar                    | 2009       |
| Torre solar Jülich                       | 1,5                      |                        | Alemania       |                           | 2008       |

## Costos

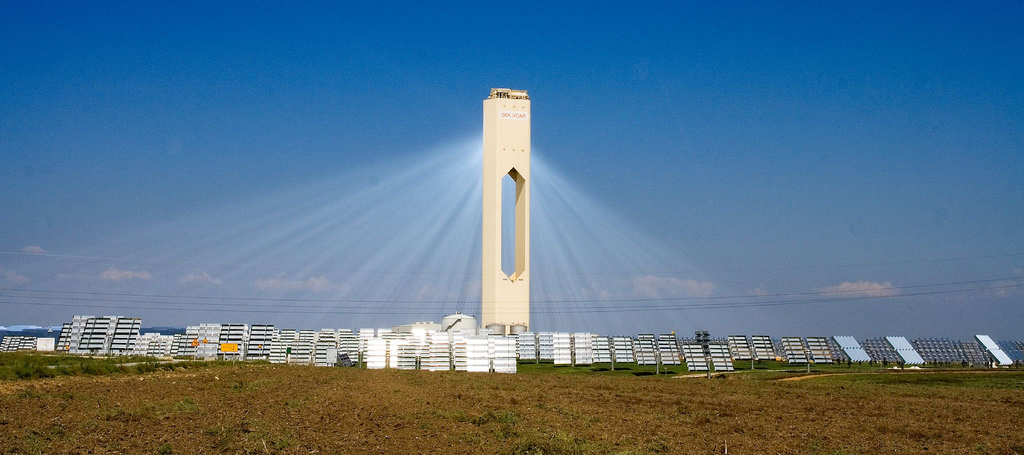
La central solar de torre central de PS10 de 11 MW ubicada cerca de Sevilla en España.

El Laboratorio Nacional de Energías Renovables (en inglés: National Renewable Energy Laboratory, NREL) estadounidense ha estimado que la electricidad generada en el año 2020 podría ser producida por centrales solares de torre central a un coste de 5,47 centavos por kWh. Empresas tales como eSolar (apoyada por Google.org) continúan desarrollando componentes para heliostatos que sean baratos, que requieran bajo mantenimiento y que sea posible producir en masa, todo esto reducirá los costos en el futuro cercano. El diseño de eSolar usa grandes cantidades de espejos pequeños (1,14 m²), lo que reduce los costos para la instalación de los sistemas de montaje tales como el hormigón, acero, las perforaciones y grúas.
Las mejoras en los sistemas de fluido de trabajo, tales como el cambio de los actuales diseños de dos estanques (frío/caliente) a sistemas de termoclina de un solo estanque con rellenos térmicos de cuarcita y mantas de oxígeno mejorarán la eficiencia del material y reducirán aún más los costos.

## Diseño

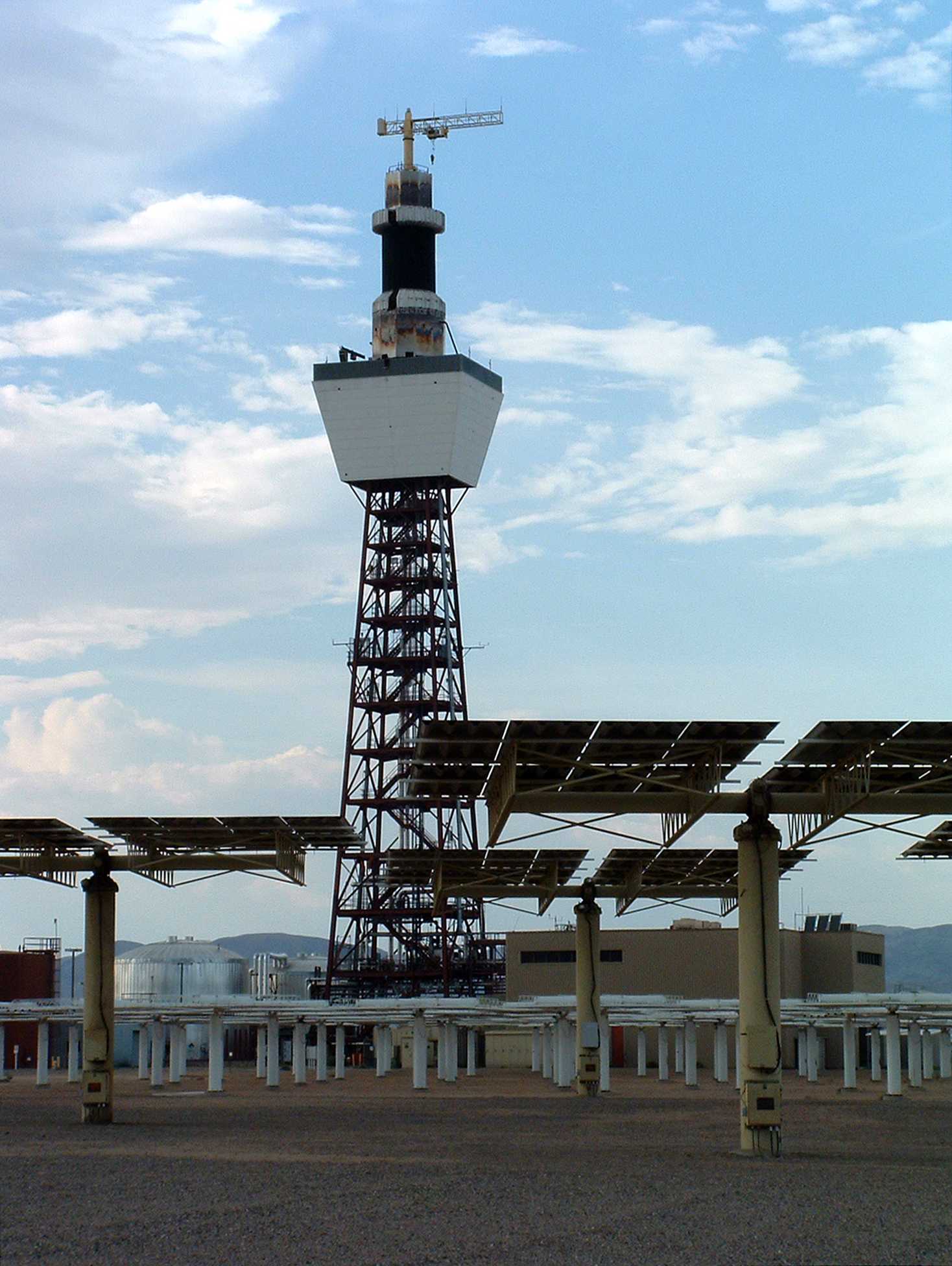
Las instalaciones Solar Dos, ya descomisionadas, cerca de Barstow (California).

- no se busca refrigerar nada, el fluido de trabajo está formado por sales fundidas con un punto de congelamiento de 220 grados celsius, por lo que en ocasiones es necesario calefaccionar secciones del sistema[9]
- Se usa vidrio plano en vez del más caro vidrio curvo[9]
- El almacenamiento térmico para guardar el calor en contenedores de sales fundidas para continuar produciendo electricidad mientras el sol no se encuentre iluminando.
- El vapor es calentado a 500 °C para impulsar turbinas que se encuentran conectadas a generadores que producen electricidad.
- Sistemas de control para supervisar y controlar toda la actividad de la central incluyendo las posiciones del conjunto de helióstatos, alarmas y otros datos de adquisición y comunicación.

Generalmente, las instalaciones usan una superficie de entre 150 hectáreas (1 500 000 m²) hasta 320 hectáreas (3 200 000 m²).

## Aplicaciones comerciales
Recientemente, ha existido un renovado interés en la tecnología de las centrales solares de torre central, como es evidente del hecho de que existen varias empresas involucradas en el planeamiento, el diseño y la construcción de centrales de tamaño útil. Esto es un importante paso para alcanzar la meta final de desarrollar centrales comercialmente viables. Existe numerosos ejemplos de estudios de caso en la aplicación de soluciones innovadoras para la energía solar.

## Aplicaciones originales

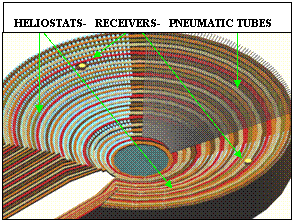
El concepto de central solar de torre central en pozo para la Mina del cañón de Bingham.

La central de torre de pozo combina una central solar de torre central con una central aero-eléctrica en una mina a cielo abierto] abandonada. Las centrales solares de torre central están restringidas por magnitud de la altura de la torre y de que los helióstatos más cercanos bloqueen la línea de mira de los helióstatos más lejanos hacia el receptor. El uso de la forma de "asientos de estadio" de una mina a cielo abierto ayuda a superar las restricciones de bloqueo.
Comúnmente las centrales solares de torre central usan vapor para impulsar las turbinas, y el agua tiende a ser escasa en las regiones con alta energía solar, otra ventaja de los pozos abiertos es ellos tienden a recolectar agua, ya que han sido excavados por debajo de la tabla de agua. La central de pozo usa vapor de bajo calor para impulsar las Tuberías Neumáticos en un sistema de cogeneración. Un tercer beneficio de reutilizar una mina a cielo abierto para esta clase de proyecto es la posibilidad de volver a usar la infraestructura de la mina tales como caminos, edificios e instalaciones eléctricas.

### Institucionales
- CSIRO > Divisions > CSIRO Energy Technology
- ESTELA > Technology > Tower Technology
- Promes Laboratory > Facilities > Solar concentrators > Themis
- PSA > Facilities > Central Receiver
- Sandia National Laboratory > National Solar Thermal Test Facility > Central Receiver Test Facility > Heliostats and tower capabilities
- Weizmann Institute > Environmental Sciences & Energy Research > Research > Energy Research

### Comerciales
- Abengoa Solar > Technologies > Concentrating Solar Power > Power Tower (enlace roto disponible en Internet Archive; véase el historial, la primera versión y la última).
- Aora-Solar
- BrightSource Energy > Technology > How LPT Works
- Desertec > Concept > Technologies
- Device Logic Archivado el 6 de julio de 2011 en Wayback Machine.
- eSolar > Our Projects
- Kraftanlagen München > Field of activities > Renewable energies > Solar thermal power plants > Jülich experimental power plant Archivado el 19 de julio de 2011 en Wayback Machine.
- Nur Energie > Projects > Tunisia
- SENER > Projects > Gemasolar
- Solar Reserve > Technology
- Torresol Energy > Technologies > Own technologies > Central-tower technology Archivado el 21 de abril de 2013 en Wayback Machine.
- Experimental Solar Thermal Power Plant Jülich (Kraftanlagen München) - YouTube

- Datos: Q13847726
- Multimedia: Solar tower power plants / Q13847726